# Dolchmesser Muster 1917

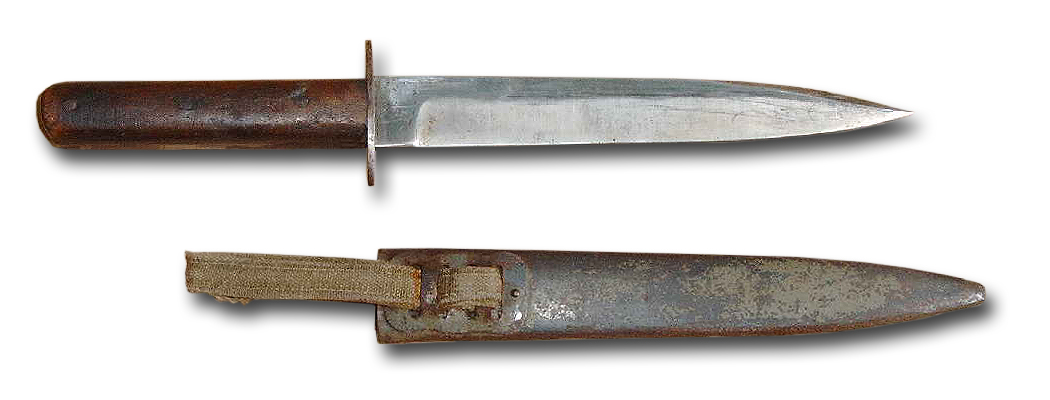
Dolchmesser Muster 1917

Das Dolchmesser Muster 1917, häufig auch Dolchmesser M17 oder Kampfmesser 1917 genannt, ist ein im Ersten Weltkrieg entwickeltes Kampfmesser. Die Waffe wurde von den Soldaten der k.u.k. gemeinsamen Armee für den Nahkampf verwendet.

## Geschichte und Hintergrund
Im Verlauf des Ersten Weltkrieges stellte sich heraus, dass die herkömmliche Ausrüstung der Soldaten nur bedingt mit den Erfordernissen des Grabenkrieges übereinstimmte. In allen Armeeführungen war dieser Punkt des Krieges massivst unterschätzt worden. Im Nahkampf wurde eine handliche Stichwaffe gebraucht. Im Gegensatz zur deutschen Heerführung war die Führung der k.u.k. gemeinsamen Armee an einer Standardisierung des Kampfmessers interessiert. Die Konstruktion des Messers war sowohl für den Nahkampf als auch für diverse Arbeiten hervorragend geeignet. Das Messer war bei italienischen Soldaten eine äußerst beliebte Beutewaffe, da man kein vergleichbares Kampfmesser besaß.
Das Dolchmesser Muster 1917 wurde von einer Vielzahl von Herstellern aus dem ganzen Land hergestellt. In den Armeen der Nachfolgestaaten Österreich-Ungarns war das Messer teilweise bis in die 1940er Jahre genutzt worden. Das Dolchmesser war zudem Vorbild für die italienischen Kampfmesser und führte zur Konstruktion des Arditidolchs.